# Josef Rupert Geiselmann
Josef Rupert Geiselmann (Neu-Ulm, 27 gennaio 1890 – Tubinga, 5 marzo 1970) è stato un presbitero e teologo tedesco, specializzato in dogmatica e storia della teologia.
Maestro di Walter Kasper, insieme a Heinrich Fries diede un contributo decisivo alla riscoperta di Johannes von Kuhn. In diverse pubblicazioni sostenne che i padri del Concilio di Trento non intendevano affermare la sufficienza materiale della Sacra Scrittura, vale a dire che quest'ultima contenesse tutte le verità rivelate, lasciando alla Tradizione sacra e al Magistero il compito dell'interpretazione.

## Biografia
Josef Rupert Geiselmann studiò filosofia e teologia presso la Facoltà Teologica Cattolica dell'Università di Tubinga. Fu ordinato sacerdote il 6 luglio 1915, dopodiché per quattro anni si occupò di pastorale. Divenne poi docente a Tubinga e nel 1934 professore ordinario. Dal 1933 al 1945 fu rettore della facoltà teologica cattolica di Tubinga. Il più importante dei suoi studenti fu il cardinale curiale Walter Kasper. Geiselmann si ritirò dall'insegnamento universitario all'età di 69 anni. Morì il 5 marzo 1970.
In diverse pubblicazioni sostenne che i padri del Concilio di Trento non intendevano affermare la sufficienza materiale della Sacra Scrittura, incontrando l'opposizione di Heinrich Lennerz SJ, docente di dogmatica alla Pontificia Università Gregoriana. Il dibattito si protrasse  anche nel Concilio Vaticano II e nella teologia postconciliare.
Dal 1928 Geiselmann era membro onorario dell'associazione studentesca cattolica Akademische Verbindung Guestfalia Tübingen.